# پوپیتسه (جمهوری چک)
پوپیتسه (به چکی: Popice) یک منطقهٔ مسکونی در جمهوری چک است که در ناحیه برتسلاو واقع شده‌است. پوپیتسه ۹٫۹۹ کیلومتر مربع مساحت و ۹۵۳ نفر جمعیت دارد و ۱۸۸ متر بالاتر از سطح دریا واقع شده‌است.